# Ocnus planci
Espèce
Ocnus planci est une espèce de concombres de mer de la famille des Cucumariidae. Elle est parfois appelée « Lèche-doigts de Plancus ».

## Description
Ce concombre de mer mesure de 6 à 8 cm. Il a un corps cylindrique et une bouche entourée d'une couronne de 8-10 tentacules dendritiques pouvant se rétracter à l'intérieur du corps. Sa peau est brune, avec 5 séries radiales de podia bien visibles. C'est une espèce épibionte, qui vit souvent accrochée sur des organismes plus gros.
Il peut facilement être confondu avec l'espèce Aslia lefevrei, mais celle-ci vit beaucoup moins à découvert.

## Habitat et répartition
On trouve cette espèce dans l'Atlantique nord-est (jusqu'en Irlande) et la Méditerranée (où elle est plus rare), entre 2 et 300 m de profondeur, sur des fonds sédimentaires.

## Taxinomie
Cette espèce a été décrite en 1835. Elle est parfois encore appelé à tort « Cucumaria planci », qui est un synonyme obsolète. D'autres synonymes sont :
- Ocnus planci (Brandt, 1835)
- Cladodactyla planc' Brandt, 1835
- Holothuria brunneus (W. Thompson, 1840, ex Forbes MS), non Chamisso & Eysenhardt, 1821
- Ocnus brunneus Forbes & Goodsir, in Forbes, 1841[3].